# Peñaranda
Peñaranda is een gemeente in de Filipijnse provincie Nueva Ecija op het eiland Luzon. Bij de laatste census in 2007 had de gemeente bijna 27 duizend inwoners.

## Geografie

### Bestuurlijke indeling
Peñaranda is onderverdeeld in de volgende 10 barangays:
| - Callos - Las Piñas - Poblacion I - Poblacion II - Poblacion III | - Poblacion IV - San Josef - San Mariano - Santo Tomas - Sinasajan |

## Demografie
Peñaranda had bij de census van 2007 een inwoneraantal van 26.725 mensen. Dit zijn 1.976 mensen (8,0%) meer dan bij de vorige census van 2000. De gemiddelde jaarlijkse groei komt daarmee uit op 1,07%, hetgeen lager is dan het landelijk jaarlijks gemiddelde over deze periode (2,04%). Vergeleken met de census van 1995 is het aantal mensen met 4.064 (17,9%) toegenomen.

De bevolkingsdichtheid van Peñaranda was ten tijde van de laatste census, met 26.725 inwoners op 95 km², 238,5 mensen per km².